# Геккер, Адольф-Фридрих Карлович
Адо́льф-Фри́дрих Ка́рлович Ге́ккер (1844, Кронштадт — 1 (13) августа 1896) — главный архитектор Киева (в 1877—1892 годах).

## Биография
Родился в 1844 году в Кронштадте в семье купца, который некоторое время был вице-консулом, финский подданный. С 1865 года по 1871 год учился в Императорской Академии художеств, которую окончил со званием неклассного художника 3-й степени. В 1876 году получил звание классного художника 3-й степени. В 1868 году был награждён серебряной медалью второй степени.
Занимал должность помощника архитектора в управлении имениями Императорского дома «Ливадия» (Ливадия, Крым), в июне 1873 года был командирован в Киев в удельной конторой для проектирования и строительства конторы и церкви в Богуславе, а в 1877 году оставил службу в Департаменте и поселился в Киеве. Жил на улице Кирилловской.
Занял должность городского архитектора, после Владимира Николаева из 7 апреля 1877 года по 28 мая 1892 года.
Умер 1 (13) августа 1896 года. Похоронен в Киеве на Лукьяновском кладбище.

## Проекты
В своём творчестве использовал формы неоренессанса, неороманикы и неорусского стилевых направлений.
По его проектам в Киеве совершено:
- Реконструкцию дома капитана Иванова на Набережном шоссе, 4 для работников водоснабжения города (1878);
- Реконструкцию бывшего здания Меленского на углу улиц Хорива и Константиновской, 13/11 (1882).

Сводные жилые дома:
- Священника М. Линчевского по Рейтарской улице, 7 (1881);
- Жилой корпус в усадьбе на углу улиц Константиновской № 21/12 и Ярославской улице (1881, первоначальный дом по проекту М. Самонова);
- Деревянный особняк на Шелковичной улице, 17 (1881—1883, не сохранился);
- Жилой дом Тальберга на улице Ярославов Вал, 22 (1883), надстроен позже;
- Жилой дом Т. Булишкина на улице Верхний Вал, 18 (1883—1884);
- Жилой дом В. Гневушинои на Ярославской улице, 22 (1886),
- Жилой корпус с магазинами И. Блиндера на улице Нижний Вал, 21 (1889),
- Жилой дом А. Сироткина на улице Петра Сагайдачного, 19 (1891, соавтор С. Кривой)
- Дом и усадьбе Жуковского на улице Петра Сагайдачного (конец XIX — начало XX век);
- Дом на улицы П. Сагайдачного, 29 (конец XIX — начало XX век);
- Отель Дудмана на улице Нижний Вал, 39 (1892);
- Корпуса детского (ныне дерматологическое отделение, 1889—1891) и родильного отделения (теперь урологический центр, 1892. Возведён под руководством В. Николаева 1893—1896, позднее надстроен) Александровской больницы;
- Здание реального училища лютеранской общины (теперь научное учреждение по Лютеранской улице, 20; 1895);
- Иконостас для церкви святой Екатерины на Лукьяновском кладбище (1889);
- Жилой дом священник а М. Бутовского на Воздвиженской улице, 10 в (1880);
- Дом на Андреевском спуске (конец XIX — начало XX век).